# Mixophyes
Mixophyes é um gênero de anfíbios anuros, nativos da Austrália, pertencentes à família Myobatrachidae. São nativos da costa leste da Austrália, com uma espécie que habita a Nova Guiné e são restritos à floresta tropical e à vegetação esclerófila. O gênero consiste em grandes rãs e todas as espécies possuem tímpanos visíveis, maxilares e poderosas pernas.

## Lista de espécies
- Mixophyes balbus (Straughan, 1968)
- Mixophyes carbinensis Mahony, Donnellan, Richards et al., 2006
- Mixophyes coggeri Mahony, Donnellan, Richards et al., 2006
- Mixophyes fasciolatus (Günther, 1864)
- Mixophyes fleayi (Corben and Ingram, 1987)
- Mixophyes hihihorlo (Donnellan, Mahony, and Davies, 1990)
- Mixophyes iteratus (Straughan, 1968)
- Mixophyes schevilli (Loveridge, 1933)